# Mound City (Kansas)
Mound City település az Amerikai Egyesült Államok Kansas államában, Linn megyében, melynek megyeszékhelye is. Lakosainak száma 647 fő (2020. április 1.).

## Népesség
A település népességének változása:

| 2010 | 694 |
| 2020 | 647 |